# Людвік Колянковський
Людвік Колянковський (Kolankowski Ludwik; псевд.: Bork, Jan Pniowski нар. 21 червня 1882, Пнів, Надвірнянський повіт, Станіславівський округ, Королівство Галичини та Володимирії, Австро-Угорщина - 19 березня 1956, Торунь, Польща) - польський історик 

## Біографія
Народився в селі Пнів на Надвірнянщині. У 1901 році завершив навчання у станіславівський гімназії. Протягом 1902-1906 років  вивчав історію у Львівському університеті. З 1906 до 1907 року навчався в університеті Берліна. Учень Броніслава Дембринського та Людовіка Фінкеля. Зхистив кандидатську дисертацію «Кандидатура Яна Альбрехта Гогенцоллерна на єпископство Плоцька 1522—1523рр.», а у 1913 році захистив докторську дисертацію: «Зигмунт Август, великий князь литовський до 1548 року.»
З 1918 року працював в МЗС Польщі.Був головою східного відділу, а також очолював литовсько - білоруську секцію, уповноважений з питань реорганізації польських повідомлень у Москві та Відні.  У 1919 році був генеральним цивільним комісаром цивільної управи східних земель.
З 1931 року доцент університету Стефана Баторія у Вільнюсі. В 1931—1936 рр. завідувач кафедри історії Східної Європи. В 1936—1939 очолював кафедру історії Польщі. З 1936 року оридинарний професор Львівського університету Яна-Казимира. 
Після початку поділу Польщі в 1939 році, переїхав до Варшави. Під час війни доклав зусиль до збереження творів мистецтва.В 1946 році співзасновник Лодзинського університету. Того ж року став першим ректором університету в місті Торунь.
З 1934-го року член-кореспондент Польської академії наук. В 1937—1947 рр. президент Польського історичного товариства.
Помер в 1956 році в місті Торунь.

## Особисте життя
Був одружений. У шлюбі  народиився син Зігмунд (1913—1998) - польський історик, архівіст

## Нагороди
- Командорський хрест Ордена відродження Польщі (1931)[2]

- Офіцерський хрест Ордена відродження Польщі[3]

## Пам'ять
В місті Торунь встановлено бюст Людвіка Колянковського.

## Основні праці
- Zygmunt August, wielkie ksiąze Litwy do roku 1548. Lwów, 1913
- Dzieje chanatu krymskiego Girejów w XV i XVI wieku. Lwów, 1917
- Dzieje Wielkiego Księstwa Litewskiego za Jagiellonów. T. 1. Warszawa, 1930
- Polska Jagiellonów. Dzieje polityczne. Lwów, 1936